# Olympisches Dorf (Athen)
Das olympische Dorf in Athen (griechisch Ολυμπιακό Χωριό) befindet sich am Fuße des Berges Parnitha in den Außenbezirken Athens. Es wurde ein zentrales olympisches Dorf errichtet. Die Fläche war vorher nicht genutzt und die Erbauung des Dorfes wurde von der Social Housing Organisation finanziert. Für die Dauer der Olympischen Spiele 2004 wurden die Gebäude dem ATHOC (Athens Organising Committee of the Olympic Games) übergeben. Nach den Spielen wurden die Wohnräume den Begünstigten der Workers Housing Organisation zur Verfügung gestellt.
| Fläche            | 124 ha          |
| Kapazität         | 16.500 Personen |
| Baukosten         | unbekannt       |
| Vorherige Nutzung | Greenfield      |
| Nachnutzung       | Sozialwohnungen |